# Kakao Webtoon
Kakao Webtoon (originalmente Daum Webtoon) es una plataforma surcoreana de webtoon operada por Kakao.
Fue relanzada en agosto de 2021, tras la fusión con Daum.

## Historia
El servicio fue lanzado originalmente en 2003 por Daum, un portal web popular en Corea del Sur, como Daum Webtoon, lo que lo convierte en la primera plataforma oficial de webtoon del mundo. Fue operada por Daum hasta que la empresa se fusionara con Kakao en 2014.
El servicio operaba como Daum Webtoon junto con el otro servicio de Kakao, KakaoPage, atrayendo a muchos lectores a su plataforma. El 1 de agosto de 2021 el servicio se relanzó como Kakao Webtoon para expandirse globalmente y la administración cambió a la plataforma que ahora es operada por Kakao Entertainment, una subsidiaria de Kakao.
El servicio también se expandió a Tailandia y Taiwán ese mismo año. En abril de 2022, se lanzó un servicio en idioma indonesio para reemplazar el servicio Kakao Page en indonesio.

## Adaptaciones
| Trabajo original                               | Autor                          | Formato          | Lanzamiento                                                          | Ref.          |
| ---------------------------------------------- | ------------------------------ | ---------------- | -------------------------------------------------------------------- | ------------- |
| Apt (아파트)                                   | Kang Full                      | película         | 6 de julio de 2006                                                   | [ 2 ]         |
| El Gran Catsby (위대한 캣츠비)                 | Doha Kang y Kim Seung-jin      | Serie de TV      | 4 de julio de 2007                                                   | [ 3 ]         |
| Fool (바보)                                    | Kang Full                      | película         | 28 de febrero de 2008                                                | [ 4 ]         |
| Love Story (순정만화)                          | Kang Full                      | película         | 27 de noviembre de 2008                                              | [ 5 ]         |
| Moss (이끼)                                    | Yoon Tae-ho                    | película         | 14 de julio de 2010                                                  | [ 6 ]         |
| Aridong Last Cowboy (아리동 라스트 카우보이)   | Zephy                          | Especial de TV   | 14 de agosto de 2010                                                 | [ 7 ]         |
| Aridong Last Cowboy (아리동 라스트 카우보이)   | Zephy                          | película         | 29 de noviembre de 2017                                              | [ 8 ]         |
| Mary Stayed Out All Night (매리는 외박중)      | Won Soo-yeon                   | Serie de TV      | 8 de noviembre de 2010                                               | [ 9 ]         |
| I Love You (그대를 사랑합니다)                 | Kang Full                      | película         | 17 de febrero de 2011                                                | [ 10 ]        |
| I Love You (그대를 사랑합니다)                 | Kang Full                      | Serie de TV      | 16 de abril de 2012                                                  | [ 11 ]        |
| Pained (통증)                                  | Kang Full                      | película         | 7 de septiembre de 2011                                              | [ 12 ]        |
| Neighbor (이웃사람)                            | Kang Full                      | película         | 23 de agosto de 2012                                                 | [ 13 ]        |
| 26 Years (26년)                                | Kang Full                      | película         | 29 de noviembre de 2012                                              | [ 12 ]        |
| Fists of Legend (전설의 주먹)                  | Lee Jong-gyu and Lee Yoon-gyun | película         | 10 de abil de 2013                                                   | [ 14 ]        |
| Covertly, Gloriously (은밀하게 위대하게)       | Hun                            | película         | 5 de junio de 2013                                                   | [ 15 ]        |
| The 5ive Hearts (더 파이브)                    | Jeong Yeon-shik                | película         | 14 de noviembre de 2013                                              | [ 16 ]        |
| Misaeng (미생)                                 | Yoon Tae-ho                    | Serie de TV      | 17 de octubre de 2014                                                | [ 17 ]        |
| Hogu's Love (a/k/a Fool for You) (호구의 사랑) | Yoo Hyun-sook                  | Serie de TV      | 9 de febrero de 2015                                                 | [ 18 ]        |
| Super Daddy Yeol (슈퍼대디 열)                 | Lee Sang-hoon and Jin Hyo-mi   | Serie de TV      | 3 de marzo de 2015                                                   | [ 19 ]        |
| The Insiders (내부자들)                        | Yoon Tae-ho                    | película         | 19 de noviembre de 2015                                              | [ 20 ]        |
| Timing (타이밍)                                | Kang Full                      | película animada | 10 de diciembre de 2015                                              | [ 21 ]        |
| Steel Rain (강철비)                            | Woo-Suk Yang and Zephy         | película         | 14 de diciembre de 2017                                              | [ 22 ]        |
| Steel Rain (강철비)                            | Woo-Suk Yang and Zephy         | película         | 29 de julio de 2020                                                  | [ 22 ]        |
| Love Alarm (좋아하면 울리는)                   | Chon Kye-young                 | Serie de TV      | 22 de agosto de 2019 (temporada 1) 12 de marzo de 2021 (temporada 2) | [ 23 ]        |
| July Found by Chance (어쩌다 발견한 7월)       | Moo Ryu                        | Serie de TV      | 2 de octubre de 2019                                                 | [ 24 ]        |
| Killed My Wife (아내를 죽였다)                 | Hee Na-ri                      | película         | 11 de diciembre de 2019                                              | [ 25 ]        |
| Itaewon Class (이태원 클라쓰)                  | Kwang Jin                      | Serie de TV      | 31 de enero de 2020                                                  | [ 26 ]        |
| Memorist (메모리스트)                          | Jae Hoo                        | Serie de TV      | 11 de marzo de 2020                                                  | [ 27 ]        |
| Friend Contract (계약우정)                     | Kwon Laad                      | Serie de TV      | 6 de abril de 2020                                                   | [ 28 ]        |
| Twin Tops Bar (쌍갑포차)                       | Bae Hye-soo                    | Serie de TV      | 20 de mayo de 2020                                                   | [ 29 ]        |
| Amazing Rumor (경이로운 소문)                  | Jang Yi                        | Serie de TV      | 28 de noviembre de 2020                                              | [ 30 ]        |
| Navillera (Like a Butterfly) (나빌레라)        | HUN and Jimin                  | Serie de TV      | 22 de marzo de 2021                                                  | [ 31 ]        |
| Goblin Hill (도깨비언덕에 왜 왔니?)            | Yonghoe Kim                    | Serie animada    | 21 de julio de 2021                                                  | [ 32 ]        |
| City Girl Drinkers (술꾼도시처녀들)            | Mikkang                        | Serie web        | 22 de octubre de 2021                                                | [ 33 ]        |
| Dr. Brain (Dr.브레인)                          | Hongjacga                      | Serie web        | 4 de noviembre de 2021                                               | [ 34 ]        |
| Jinx's Lover (징크스의 연인)                   | Han Ji-hye and Goo Seul        | Serie de TV      | 15 de junio de 2022                                                  | [ 35 ]        |
| The Killing Vote (국민사형투표)                | Uhm Se-yoon and Jung Yi-pum    | Serie de TV      | 10 de agosto de 2023                                                 | [ 36 ]        |
| Dead Man's Letter (망자의 서)                  | GAR2 and Teacher Oh            | Serie de TV      | TBA                                                                  | [ 37 ] [ 38 ] |
| Dolled Up (대새녀의 메이크업 이야기)           | Yeo Eun                        | Serie de TV      | TBA                                                                  | [ 39 ]        |